# Zaragoza Yucunicoco
Zaragoza Yucunicoco är en ort i Mexiko.   Den ligger i kommunen Santiago Juxtlahuaca och delstaten Oaxaca, i den sydöstra delen av landet, 270 km sydost om huvudstaden Mexico City. Zaragoza Yucunicoco ligger 2 609 meter över havet och antalet invånare är 216.
Terrängen runt Zaragoza Yucunicoco är kuperad västerut, men österut är den bergig. Zaragoza Yucunicoco ligger uppe på en höjd. Runt Zaragoza Yucunicoco är det ganska glesbefolkat, med 43 invånare per kvadratkilometer. Närmaste större samhälle är Santiago Juxtlahuaca, 9,8 km norr om Zaragoza Yucunicoco. I omgivningarna runt Zaragoza Yucunicoco växer huvudsakligen savannskog.